# Брёгер, Беннит
Беннит Брёгер (нем. Bennit Bröger; родился 1 июля 2006, Германия) — немецкий футболист, атакующий полузащитник клуба «Падерборн 07».

## Клубная карьера
Брёгер — воспитанник «Вольфсбурга». 18 мая 2024 года дебютировал за основную команду клуба, выйдя на замену в матче Бундеслиги против «Майнц 05».

## Карьера в сборной
Выступал за сборную Германии до 18 лет.